# جو اسپوزیتو (خواننده)
جو اسپوزیتو (انگلیسی: Joe Esposito؛ زادهٔ ۵ مهٔ ۱۹۴۸) یک خواننده-ترانه‌سرا، و خواننده اهل ایالات متحده آمریکا است.